# Dolgokrili netopir
Dolgokrili netopir (znanstveno ime Miniopterus schreibersii) je vrsta netopirjev, ki je razširjeva po Evraziji in delih Afrike.

## Opis
Odrasel dolgokrili netopir meri v dolžino od 5 do 6,25 cm, razpon prhuti ima med 30 in 34 cm, tehta pa med 9 in 16 grami. Kožuh je na hrbtu sive ali sivorjave barve, trebuh pa je siv. uhlji so kratki, zaobljeni in sive barve.
Dolgokrili netopir je vrsta netopirjev, ki se združuje v velike kolonije od nekaj osebkov, pa do več milijonskih jat. Običajno se čez dan te kolonije zadržujejo v podzemnih jamah, rudnikih, tunelih in opuščenih stavbah. Običajno se združijo v delih, kjer se jama zvonasto oblikuje, saj se na takih krajih toplota, ustvarjena s telesi najbolje razporedi. Na takih krajih tudi hibernirajo preko zime. Poleg tega je za to vrsto značilno migriranje, ki se lahko zgodi večkrat na leto. Najdaljša zabeležena migracija kolonije dolgokrilih netopirjev je bila 833 km.

## Eholociranje
Dolgokrili netopir se prehranjuje pretežno z letečimi nočnimi insekti, ki jih lovi s pomočjo eholociranja s pomočjo frekvenc od 52 do 58 kHz. Letijo lahko s hitrostjo od 50 do 55 km/h in so tako najhitreje leteči netopirji v Evropi.

## Ogroženost
Dolgokrili netopir postaja ogrožena vrsta, saj so znanstveniki v zadnjem času opazili porast nepojasnjenih smrti teh netopirjev. Eden od vzrokov naj bi bila ogroženost naravnih prebivališč ter uporaba pesticidov. V truplih poginulih netopirjev so ponekod našli tudi sledove pesticida DDT (Dikloro-Difenil-Trikloroetan).